# Bernhard Henrik Crusell
Œuvres principales
Den lilla slafvinnan, 3 concertos pour clarinette et orchestre, œuvres avec clarinette.
Bernhard Henrik Crusell, né à Nystad, en finnois Uusikaupunki, le 15 octobre 1775 et mort à Stockholm le 28 juillet 1838, est un clarinettiste et compositeur finlandais. Il a composé de nombreuses pièces dont la majorité pour son instrument. Il est « le plus important et le plus connu internationalement des compositeurs finlandais  classiques nés en Finlande et, en effet, le compositeur finlandais le plus remarquable avant Sibelius ».

## Biographie

### Résumé
Né en 1775, la famille s’installa à Nurmijärvi en 1783. De là, il rejoint le régiment d'infanterie de Nyland en 1788. En 1791, il devient musicien à la cour de Stockholm et participe à l'orchestre de la cour jusqu'en 1833.
Ses principaux maîtres sont le clarinettiste berlinois Franz Tausch, et, pour la théorie musicale et la composition, Daniel Britz et l'Abbé Vogler. À la fin des années 1790, il connaît un succès grandissant en jouant les concertos pour clarinette de Peter von Winter, Ludwig August Lebrun et Wolfgang Amadeus Mozart, avant de composer ses propres morceaux.
L'une de ses œuvres les plus connues reste son opéra Den lilla slafvinnan, d'après un livret de René-Charles Guilbert de Pixerécourt, représenté trente-quatre fois entre 1824 et 1838, date de son décès. Il est aussi l'auteur de trois concertos pour clarinette (opus 1, 5 et 11), de trois duos pour clarinettes (opus 6), de trois quatuors pour clarinette et cordes (opus 2, 4 et 7) ainsi que d'une symphonie concertante pour clarinette, cor, basson et cordes (opus 3), d'un Divertimento pour hautbois et quatuor à cordes (opus 9), d'un quatuor pour flûte ou clarinette et cordes (opus 8) et d'un trio pour clarinette, cor et basson intitulé Potpourri et de chansons allemandes (opus 10).

### Jeunesse et formation
Bernhard Crusell est né à Uusikaupunki (Nystad en suédois), en Finlande, dans une famille pauvre de relieurs. Son grand-père, Bernhard Kruselius, avait appris le métier de relieur à Turku et Stockholm, puis s'était installé à Pori où il a eu neuf enfants, dont le père de Crusell, Jakob, qui devint lui aussi relieur. En 1765, après avoir terminé son apprentissage, Jakob s'installe à Uusikaupunki et épouse Helena Ylander, qui meurt environ un an plus tard. En 1769, il épouse Margaretha Messman. Le couple a eu quatre enfants, mais Bernhard né en 1775 est le seul à avoir vécu jusqu'à l'âge adulte. Plus tard, Crusell a décrit cette période de sa vie, écrivant à la troisième personne :

« Dans sa petite ville natale, il n'y avait qu'une seule personne qui s'intéressait activement à la musique : un vendeur que l'on entendait le soir jouer de la flûte pour son propre plaisir. Un soir, Berndt, âgé de quatre ans, était assis dans la rue, adossé à un mur, émerveillé par ces douces mélodies. Ses parents, qui cherchaient leur fils depuis longtemps, le grondèrent sévèrement, mais cela n'empêcha pas le garçon de retourner à son endroit favori le soir suivant. Cette fois, il fut battu pour sa désobéissance, mais comme cela ne servait à rien, ils le laissèrent à sa "folie", persuadés qu'il reviendrait à la maison dès que la flûte se tairait... »

Lorsque Crusell eut huit ans, la famille déménage à Perttula (en), le village rural de Nurmijärvi à environ 23 miles au nord de Helsinki. Son intérêt inné pour la musique a continué, et il a appris à jouer de la clarinette d'un ami à l'oreille. Il commence bientôt à recevoir une formation d'un membre de la musique régimentaire de Nyland.
En 1788, alors qu'il a treize ans, un autre ami de la famille, conscient des capacités naturelles du jeune homme, l'emmène voir le major O. Wallenstjerna à Sveaborg (finnois : Viapori). Sveaborg était une forteresse suédoise construite sur six îles au large d'Helsinki. Les officiers instruits de la forteresse ont eu une influence considérable sur la culture et la politique de la ville. Wallenstjerna, impressionné par le jeu de Crusell, l'a recruté comme membre volontaire de la fanfare militaire de Sveaborg et lui a offert un logement avec sa propre famille. Crusell reçoit une éducation à Sveaborg et excelle en musique et en langues. En 1791, Wallenstjerna est transféré à Stockholm et Crusell l'accompagne. Bien que Crusell ait passé le reste de sa vie en Suède, il s'est toujours considéré comme un Finlandais. Dans les dernières années de sa vie, dans une lettre à Runeberg, il se qualifie de " finsk landsman " (un compatriote finlandais ; notez qu'à l'époque, " finlandais " ne faisait pas référence à la langue). Il a tenu ses carnets de voyage en suédois,.

### Carrière de clarinettiste
À Stockholm, Crusell poursuit ses études et s'impose comme clarinettiste soliste. En 1792, à l'âge de seize ans, il est nommé directeur de la fanfare régimentaire et, en 1793, devient clarinette solo du Hovkapellet (Orchestre de la Cour royale), dirigé par son professeur de composition, le compositeur allemand Abbé Vogler. En 1798, il reçoit une aide financière qui lui permet de vivre à Berlin pendant quelques mois et d'étudier avec le célèbre clarinettiste allemand Franz Tausch (1762-1817). Tausch avait fondé l'école allemande de clarinette qui mettait l'accent sur la beauté du son plutôt que sur la technique. Les progrès de Crusell sont rapides, et il se produit en concert à Berlin et à Hambourg avant de retourner en Suède. La critique du concert de Hambourg dans le Allgemeine musikalische Zeitung était positive.
Crusell vécut en Suède jusqu'à la fin de sa vie, ne retournant qu'une seule fois en Finlande. Après un voyage à Saint-Pétersbourg, lors de son retour en Suède, il se produit à Helsinki le 7 juillet 1801, avec le pianiste Fredrik Lithander comme accompagnateur, et à Turku le 30 juillet, lors d'un concert organisé par l'orchestre de la Société de musique de Turku,.
À Stockholm, Crusell avait fait la connaissance de l'ambassadeur de France en Suède. Cette amitié l'encouragea et lui permit d'entreprendre un voyage à Paris en 1803. Là, il se produit et étudie également la clarinette avec Jean-Xavier Lefèvre au tout nouveau Conservatoire Le 2 juin, avec les encouragements de Lefèvre, il achète un nouveau bec fabriqué par Michel Amlingue et le 14 septembre une clarinette en ut à six clés fabriquée par Jean Jacques Baumann. Avant l'année 1800 environ, Crusell jouait avec l'anche tournée vers le haut, mais plus tard il la tourna vers le bas, la pratique moderne et une position plus compatible avec le jeu cantabile. Le moment exact où il a fait cela n'est pas bien établi, mais il pourrait avoir favorisé la position anche vers le haut en raison d'un manque de régularité dans ses dents.
C'est à cette époque que la Théâtre-Italien de Paris propose à Crusell un poste de premier clarinettiste. Gustave IV Adolphe de Suède, soucieux de maintenir Crusell dans l'orchestre royal, refusa sa demande de prolongation de congé et le nomma chef des orchestres du régiment des gardes du corps. Après le retour de Crusell à Stockholm, il resta à l'Orchestre de la Cour royale jusqu'en 1833.
En juin 1811, Crusell se rend à nouveau chez Tausch à Berlin, et les deux hommes discutent de clarinettes. Plus tard dans le mois, il rendit visite à un bienfaiteur à Leipzig et, en juillet, il acheta un nouvel instrument à Heinrich Grenser à Dresde. Sa clarinette Grenser était d'une conception avancée pour l'époque, avec onze clés. (Une photo de la clarinette Grenser de Crusell peut être trouvée ici.) Plus tard, en 1822, il se rendit à nouveau à Dresde et acheta d'autres clarinettes auprès du successeur du magasin Grenser, Grenser & Wiesner, et de Carl Gottlob Bormann. Le Musée de la musique de Stockholm possède cinq clarinettes fabriquées par Grenser & Wiesner en 1822 ou plus tard, quatre à onze clés et une à dix clés.
Au cours de sa carrière, Crusell devint de plus en plus connu comme clarinettiste soliste, non seulement en Suède mais aussi en Allemagne, et même en Angleterre. Il joua des compositions de Beethoven, Jadin, Krommer, Lebrun, Mozart, et Peter Winter, parmi d'autres. Sur plus de 50 critiques de concert connues (la plupart parues dans le journal allemand Allgemeine musikalische Zeitung), aucune ne contient de commentaire négatif. Carl Abraham Mankell (1802-1868), critique musical de Svenska Tidningen (Swedish News), admire le jeu de Crusell pour la rondeur de son timbre et sa qualité égale sur toute la tessiture de l'instrument. Crusell était également très admiré pour son jeu pianissimo. "Il est révélateur de sa réputation qu'il ait été pendant de nombreuses années le musicien le mieux payé de l'orchestre de la cour".

### Carrière de compositeur
Entre 1791 et 1799, Crusell étudie la théorie musicale et la composition avec l'abbé Vogler et un autre professeur allemand, Matheus Daniel Böritz (sv), lorsque Böritz réside à Stockholm. En 1803, alors qu'il se trouve à Paris Crusell étudie la composition au Conservatoire avec Gossec et Berton. Il composa des pièces, y compris des concertos et des œuvres de musique de chambre, non seulement pour son propre usage, mais aussi pour d'autres instruments à vent de l'orchestre de la cour. En 1811, il se rendit à Leipzig où il établit une relation avec l'éditeur de musique Bureau de Musique, qui fit partie de C. F. Peters en 1814,.
De 1818 à 1837, pendant les étés, il dirige des fanfares militaires à Linköping, leur fournissant des arrangements de marches et d'ouvertures de Rossini, Spohr et Weber et composant des pièces pour chœur d'hommes. En 1822, il publia trois volumes de chansons sur des textes du poète suédois Tegnér et d'autres, et en 1826 un autre volume, Frithiofs saga, avec dix chansons sur des textes de Tegnér.
En 1822, un voyage à Carlsbad le conduit à Berlin et à Dresde, où il rencontre Felix Mendelssohn Bartholdy, Carl Maria von Weber et Giacomo Meyerbeer.
L'opéra, Lilla slavinnan (La petite esclave), a été joué pour la première fois à Stockholm en 1824 et a été présenté 34 fois au cours des 14 années suivantes.

## Autres réalisations et récompenses
Crusell était doué pour les langues, traduisant les principaux opéras italiens, français et allemands pour les représentations en Suède. Sa traduction de l'opéra de Mozart Le nozze di Figaro, jouée pour la première fois en 1821, lui a valu d'être admis dans la Geatish Society (en), une association d'académiciens littéraires en Suède. En 1837, il reçoit une médaille d'or de l'Académie suédoise et est intronisé dans l'Ordre de Vasa pour services rendus à l'État et à la société. La Bibliothèque nationale de Suède conserve deux autobiographies manuscrites.

## Festival de musique Crusell
Depuis 1982, une Semaine Crusell se tient chaque été à Uusikaupunki, Finlande (lieu de naissance de Bernhard Crusell). Le festival est consacré à la musique pour instruments à vent. Le directeur artistique de la semaine Crusell est Jussi Särkkä (fi).

## Liste d'œuvres musicales
Les dates de composition et de première publication ainsi que d'autres informations proviennent d'Asiado, Dahlström et WorldCat (OCLC), sauf indication contraire.

### Soliste avec orchestre
- Concerto pour clarinette en mi bémol majeur, op. 1
  - Mouvements : Allegro - Adagio - Rondo. Allegretto
  - Achevé en 1808 ? ou 1810 ; publié à Leipzig, A. Kühnel, 1811, plaquette no. 907 (après 1814, réimprimé par C. F. Peters).
  - Durée : environ 22 minutes.
  - Autres publications :
    - Édition de Fabian Dahlström avec l'aide de Margareta Rörby. Stockholm : Edition Reimers, 1995, partition complète (xxi, 158 pages ; comprend des notes préliminaires en anglais et en suédois et un " commentaire critique ", pp. 153–158) (OCLC 34351150).
    - Édition pour clarinette et piano par Brent Coppenbarger. Wiesbaden [etc.] : Breitkopf & Härtel, 2000 (copyright 1990, Monteux : Musica Rara), partition (45 pages) et partie (OCLC 66044639).
    - Édition pour clarinette et piano par Pamela Weston. Vienne : Universal Edition, 1990, partition (30 pages) et partie (11 pages) (OCLC 277190887 et 24315821) ; réimpression 2004,  (ISBN 978-3-7024-1558-7), (OCLC 316025438).
    - Édition Urtext pour clarinette et piano de Nicolai Pfeffer. Munich : Henle, 2016, cat. no. HN 1208, partition (31 pages) et partie (11 pages), (ISMN 979-0-2018-1208-3).
- Concerto pour clarinette no 2 en fa mineur, opus 5 ("Grand concerto")
  - Mouvements : Allegro - Andante pastorale - Rondo. Allegretto
  - Créé en 1815 ; publié à Leipzig, C. F. Peters, 1817, plaquette no 1335.
  - Durée : environ 24 minutes.
  - Autres publications :
    - Édition pour clarinette et piano, avec cadence, par Jost Michaels. Hambourg : Sikorski, vers 1962, planche H.S.549, cat. no. 549, partition (35 pages) et partie (OCLC 277176309 et 221334057).
    - Édition pour clarinette et piano par Pamela Weston. Vienne : Universal Edition, 1991, partition (29 pages) et partie (11 pages) (OCLC 26218888).
    - Édition Urtext pour clarinette et piano de Nicolai Pfeffer. Munich : Henle, 2015, cat. no. HN 1209, partition (31 pages) et partie (11 pages), (ISMN 979-0-2018-1209-0).
- Concerto pour clarinette no 3 en si bémol majeur, op. 11
  - Mouvements : Allegro risoluto - Andante moderato - Alla polacca
  - Composé vers 1807, révisé et publié à Leipzig, C. F. Peters, 1829, plaquette no 2077.
  - Durée : environ 25 minutes.
  - Autres publications :
    - Édité par Mayer. New York : Edition Peters.
    - Édition pour clarinette et piano par Bieger/Foerster. New York : Edition Peters.
    - Édition pour clarinette et piano par Pamela Weston. Vienne : Universal Edition, 1988, cat. no. 18267, partition (36 pages) et partie (12 pages) (OCLC 277176313 et 29756553).
    - Édition Urtext pour clarinette et piano de Nicolai Pfeffer. Munich : Henle, 2015, cat. no. HN 1210, partition (32 pages) et partie (12 pages), (ISMN 979-0-2018-1210-6).
- Sinfonia concertante en si bémol majeur, pour clarinette, cor, basson et orchestre, opus 3.
  - Mouvements : Allegro - Andante sostenuto - Allegro ma non tanto
  - Création en 1804 ; révision et publication à Leipzig, C. F. Peters, 1830.
  - Autres publications :
    - Amsterdam : KW-Verlag, 1961, partition (68 pages) et 22 parties (OCLC 473737390 et 71483351).
    - Réduction pour piano. Amsterdam : KaWe, 1981 ; plaquette KW50a, partition (18 pages) ; plaquette K.51W, 3 parties solistes (OCLC 11704272 et 495858539) ; réimpression 1985 (OCLC 314418643).
- Concertino en si bémol majeur, pour basson et orchestre
  - Achevé et publié à Leipzig, C. F. Peters, 1829.
  - Autres publications :
    - Arrangement pour basson et piano par Harri Ahmas. Helsinki : Musiikki Fazer Musik, 1984, FM 06658-9, partition (33 pages) et partie (8 pages) (OCLC 12886100 et 472360592) ; réimpression [Helsinki ?]: Warner/Chappell Music Finland, 1995,  (ISBN 978-951-757-485-3), (OCLC 49790635).
    - Helsinki, Fennica Gehrman Oy, 2015 : partition (87 pages) et parties, (ISMN 979-0-55011-250-6).
- Introduction et Air suedois, pour clarinette et orchestre, Op. 12
  - Autre titre : Introduction et Variations pour clarinette et orchestre, op. 12
  - Basé sur une chanson populaire "Supvisa" d'Olof Åhlström.
  - Créé en 1804 sous le titre Variationer på visan : Goda gosse, glaset töm (Variations sur la chanson : "Cher garçon, vide le verre")
  - Révisé et publié à Leipzig en 1830.
  - Autres publications :
    - Hambourg : Musikverlag Hans Sikorski, 1983, planche H.S. 1263 K, partition (23 pages) et partie (7 pages) (OCLC 271806031).
    - Winterthur : Amadeus, 1992, partition (15 pages) partie (7 pages) (OCLC 496748832 et 316294677) ; réimpression 2006 (OCLC 316294677).
- Airs suédois pour basson et orchestre (1814)
  - Cette œuvre est souvent confondue avec Introduction et Air suedois pour clarinette et orchestre ci-dessus. Il s'agit d'une pièce entièrement différente. Les Airs suédois pour basson sont restés relativement obscurs en raison de la perte de la partition complète. Il s'agit néanmoins d'une œuvre fine et intéressante.
  - Orchestré par Graham Sheen. [partition disponible auprès de l'éditeur]. Londres : Park Publications, 1985, partition (35 pages) et partie (10 pages) (OCLC 83527195).
  - Partie de basson solo et réduction pour piano du compositeur publiées par Emerson Edition, éditées par Graham Sheen.
    - Enregistré par Graham Sheen et Elizabeth Burley sur le CD SFZ Music "Goodbye, Mr Galliard" SFZM0109.
    - Enregistré par Knut Sonstevold et Stefan Lindgren sur le CD Daphne "Fagottissimo"
    - Également : [Londres] : British Double Reed Society, ca. 1993, partition (21 pages) et partie (OCLC 315579789).

### Musique de chambre
- Quatuor en mi bémol majeur pour clarinette, violon, alto et violoncelle, op. 2
  - Composé en 1807 ; publié à Leipzig par A. Kühnel en 1811.
  - Autres publications :
    - Edition Peters, cat. no. EKB 019[18].
    - D'après l'édition de Bernhard Päuler. Winterthur : Amadeus, 2006, partition (15 pages) et 4 parties (OCLC 143629504 et 219822346).
    - Arrangement pour 3 clarinettes et clarinette basse de Béla Kovács. Leverkusen : Edition Darok, ca. 1996, partition (20 pages) et 4 parties (OCLC 493914889).
- Quatuor en do mineur pour clarinette, violon, alto et violoncelle, op. 4
  - Composé en 1804 ; publié à Leipzig, C. F. Peters, 1817.
  - Autres publications :
    - Edition Peters, cat. no. EKB 039[19].
    - D'après l'édition de Bernhard Päuler. Winterthur : Amadeus, 2006, partition (16 pages) + 4 parties (OCLC 143629861 et 219816803).
    - Édition manuscrite par Lyle T. Barkhymer (Indiana University), 1975, partition (pp. 53–91) et 4 parties (OCLC 13024716).
- Quatuor en ré majeur pour clarinette, violon, alto et violoncelle, op. 7
  - Composé en 1821? ; publié à Leipzig, C. F. Peters, 1823, cat. nos 1723 et 1783B.
  - Autres publications :
    - Edition Peters, cat. no. EKB 040[20].
    - Transcription pour hautbois en do majeur par Kurt Meier. Winterthur : Amadeus, 2002, partition (16 pages) et 4 parties (OCLC 216912237 et 56612024).
- Quatuor en ré majeur pour flûte, violon, alto et violoncelle, opus 8 (Edition Peters EKB 056)[21]
  - Arrangement de l'op. 7
  - Composé en 1821 ; publié à Leipzig, C. F. Peters, 1823.
  - Autres publications :
    - Helsinki : Suomalaisen Musiikin Tiedotuskeskus, 1991, partition (25 pages) et 3 parties (OCLC 30964138).
    - Édition de Kurt Meier. Winterthur : Amadeus/Bernhard Päuler, 2002, partition miniature (16 pages) et 4 parties (OCLC 163139099 et 519199702).
    - Arrangement ("Sonate") pour flûte et piano par Timo Hongisto. Espoo : Fazer Music, 1990, partition (44 pages) et partie (OCLC 66487836).
- Trois duos de clarinettes : no 1 en fa majeur, no 2 en ré mineur (score), no 3 en ut majeur
  - Publié à Leipzig, C. F. Peters, 1821.
  - Autres publications :
    - Edition Peters, cat. no. EP 7780[22].
    - Three progressive clarinet duets, London : Hinrichsen Edition, 1960, score (3 volumes score and 3 parts) (OCLC 221151418).
- Concert Trio (Potpourri) pour clarinette, cor et basson
  - Édition de Bernhard Päuler. Winterthur : Amadeus, 2005, partition (8 pages) et 3 parties (OCLC 69664938 et 218898550) ; (OCLC 427966254 et 314684689).
  - Arrangement par Stig Rybrant. Lidingö : Busch, 2007, partition (12 pages) et parties (OCLC 315794765).
- Divertimento en do majeur pour hautbois, deux violons, alto et violoncelle, op. 9
  - Free score at IMSLP.
  - Date : publié à Leipzig, C. F. Peters, 1823, cat. no. 1728.
  - Autres publications :
    - Édition de Bernhard Päuler. Winterthur : Amadeus, 2003, partition (15 pages) et 5 parties (OCLC 164935031).

### Œuvres vocales
- Sångstycken ("Chansons")
  - Textes de Esaias Tegnér et autres
  - Publié à Stockholm, 1822, 3 volumes. Vol 1 (OCLC 187016006).
- Frithiofs saga (10 chansons), pour voix et piano
  - Textes de Esaias Tegnér
  - Publié à Stockholm en 1826 ; augmenté en 1827.
  - Autres publications :
    - Zwölf Gesänge aus der Frithiof's Saga (Douze chants tirés de la Saga de Frithiof), traduit du suédois par Gottlieb Mohnike. Leipzig : C.F. Peters, [1827], partition (28 pages) (OCLC 35515659).
    - Tolf sånger ur Frithiofs saga, Stockholm : Elkan & Schildknecht, [186- ?], partition (35 pages) (OCLC 16449386).
    - Lund : Gleerup ; Copenhague : Lose & Olsen, sans date, partition (28 pages) (OCLC 473459716).
- "From Ganges' beauteous strands" pour voix, clarinette et piano
  - Extrait de la musique de scène de Den lilla slafvinnan (La petite gardienne).
  - À l'origine pour soprano et orchestre de chambre.
  - Publié à Ampleforth, Yorkshire : Emerson Edition, 1980, partition (22 pages) et 2 parties (OCLC 7818366).
- "Oi terve Pohjola !" pour quatuor vocal
  - Titre suédois : "Hell dig, du höga Nord !" ("Hail, O Northland !")
  - Également arrangé pour chœur.
  - Probablement la composition la plus célèbre de Crusell en Finlande[6].

### Musique pour la scène
- Lilla slavinnan (La petite esclave), opéra en 3 actes.
  - Libretto de René Charles Guilbert de Pixérécourt ; traduit par Ulrik Emanuel Mannerhjerta et G. Lagerbjelke.
  - Première représentation à Stockholm le 18 février 1824.
  - Extraits publiés à Stockholm en 1824.
  - Conservé à la Kungliga Teaterns Bibliotek de Stockholm.
  - Autres publications :
    - Réduction pour piano par Ludwig Anton Edvard Passy. Stockholm : Westerberg, [ca. 1825], partition (52 pages, "obl. fol.") (OCLC 497781417).
    - Libretto, Stockholm, 1824 (OCLC 186783678).
    - Motif de "Tusen och en natt". Helsingfors, 1909, partition (4 pages) (OCLC 58237418).

## Enregistrements
- Crusell Clarinet Concerto No. 2, Weber Clarinet Concertino, Baermann Adagio, Rossini Introduction Theme and Variations, par Emma Johnson et l'English Chamber Orchestra, dir. Sir Charles Groves (ASV Records, 1986)
- The Romantic Clarinet – Weber Clarinet Concerto No. 2, Spohr Clarinet Concerto No. 1, Crusell Clarinet Concerto No. 3, par Emma Johnson et l'English Chamber Orchestra, dir. Gerard Schwarz (ASV Records, 1989)
- Emma Johnson plays Clarinet Concertos by Crusell - Kozeluch - Krommer, par Emma Johnson et le Royal Philharmonic Orchestra, dir. Günther Herbig (ASV Records CD DCA 763, 1991)
- Emma Johnson plays Crusell - The 3 Clarinet Concertos, par Emma Johnson (concertos de Crusell provenant d'enregistrements précédents avec le Royal Philharmonic Orchestra et l'English Chamber Orchestra) (ASV Records CD DCA 784, 1991)